# 2019冠狀病毒病澳門疫情相關安排
2019冠狀病毒病澳門疫情相關安排，介紹在2019冠狀病毒病澳門疫情中，在澳門對應疫情所作出的安排，其中包括撤僑行動、公共交通調整安排、學校停課及考試安排、防疫及醫療安排等。

## 撤僑行動

### 2020年

#### 撤日本澳門僑民安排
澳門特區政府衛生局及旅遊危機處理辦公室的人員在2月17日出發前往日本跟進返回澳門的居民。
香港政府安排三架包機接載滯留「鑽石公主號」郵輪的300多名香港人從日本回港，在2月18日徵得郵輪上澳門居民的同意後，已委託香港特區政府協助安排接載5名澳門居民，年齡介乎於24至82歲，在2月21日乘坐香港政府提供第二班國泰航空包機由東京羽田國際機場飛抵香港國際機場。
5名澳門居民中，其中3人同時持有澳門及香港兩地的居民身份證，當中2人會留在香港，其餘3人隨即乘坐包車返回澳門， 並送往路環高頂公共臨床臨床中心隔離14天。

#### 撤湖北澳門僑民安排
2月29日，新型冠狀病毒感染應變協調中心舉行例行記者會，衛生局局長李展潤表示，得到中央人民政府及湖北省人民政府同意，澳門特區政府計劃派包機接載滯留湖北的澳門居民返澳。
3月3日，新型冠狀病毒感染應變協調中心公佈接回滯留湖北的澳門居民的初步方案，並計劃包機於3月7日9:30出發。
3月7日07:30起，政府在澳門國際機場設立聯合指揮中心，直至政府包機抵達澳門，所有澳門居民離開機場後才會解散。
|                                                                | 實體                         | 負責項目                                                       |
| -------------------------------------------------------------- | ---------------------------- | -------------------------------------------------------------- |
| 核心成員                                                       | 行政法務司司長               |                                                                |
| 核心成員                                                       | 社會文化司司長               |                                                                |
| 核心成員                                                       | 衛生局                       | 制定並執行全程的檢疫防疫方案                                   |
| 核心成員                                                       | 旅遊危機處理辦公室／旅遊局   | 事前與居民聯絡並統籌協調整個居民返澳方案的執行                 |
| 核心成員                                                       | 民航局                       | 制定並執行航空交通方案                                         |
| 核心成員                                                       | 澳門航空                     | 制定並執行航空交通方案                                         |
| 核心成員                                                       | 澳門國際機場專營股份有限公司 | 配合航機往返在機場的特別安排                                   |
| 核心成員                                                       | 治安警察局                   | 制定並執行出入境證件及身份確認方案                             |
| 核心成員                                                       | 新聞局                       | 統籌新聞發佈                                                   |
| ↓ 政府包機離開武漢後，消防局、海關和社工局加入聯合指揮中心。 ↓ |                              |                                                                |
| 支援部門                                                       | 消防局                       | 返回澳門的居民從機場送往路環高頂公共衛生臨床中心的陸路交通方案 |
| 支援部門                                                       | 海關                         | 入境行李清關                                                   |
| 支援部門                                                       | 社會工作局                   | 情緒輔導或家庭支援                                             |

| 執行飛行任務的航空公司 | 航班編號 | 起飛機場         | 抵達機場         | 起飛時間 | 抵達時間 |
| ---------------------- | -------- | ---------------- | ---------------- | -------- | -------- |
| 澳門航空               | NX9608   | 澳門國際機場     | 武漢天河國際機場 | 09:30    | 11:10    |
| 澳門航空               | NX9607   | 武漢天河國際機場 | 澳門國際機場     | 16:51    | 18:26    |

| 部門 / 公司 | 人員                     | 人數 | 總人數 |
| ----------- | ------------------------ | ---- | ------ |
| 澳門航空    | 正副機師                 | 3人  | 共7人  |
| 澳門航空    | 空中服務員               | 4人  | 共7人  |
| 衛生局      | 仁伯爵綜合醫院急診部醫生 | 1人  | 共6人  |
| 衛生局      | 仁伯爵綜合醫院急診部護士 | 3人  | 共6人  |
| 衛生局      | 疾病預防控制中心醫生     | 2人  | 共6人  |
| 旅遊局      | 旅遊局                   | 2人  | 共2人  |
| 總計        | 總計                     | 總計 | 15人   |

其中，旅遊局培訓及質量管理廳廳長梁美彩作為是次行動的組長，衛生局仁伯爵綜合醫院急診部醫生楊佩儀為副組長。
第一輪接載在湖北省的澳門居民的原定人數有58人。
當中有一名在湖北省的澳門居民被武漢海關檢測到其體溫為37.5°C，超過37.3°C的該海關的體溫標準，無法返回澳門，即第一輪接載在湖北省的澳門居民的實際人數有57人。
|      | 武漢市 | 黃岡市 | 咸寧市 | 襄陽市 | 恩施市 | 宜昌市 | 隨州市 | 黃石市 | 十堰市 |
| ---- | ------ | ------ | ------ | ------ | ------ | ------ | ------ | ------ | ------ |
| 人數 | 23     | 7      | 4      | 4      | 4      | 4      | 4      | 1      | 1      |

|      | 5歲以下 | 5-12歲 | 12-18歲 | 75-77歲 | 其他 |
| ---- | ------- | ------ | ------- | ------- | ---- |
| 人數 | 6       | 7      | 6       | 2       | 38   |

##### 接載流程及安排
1. 由澳門航空執飛的航班NX9608於09:30在澳門國際機場起飛
2. 在湖北省的澳門居民於10:00前在武漢天河國際機場T3航站樓4樓G島集合
3. 航班NX9608於11:10抵達武漢天河國際機場
4. 衛生局醫護人員於12:30對在湖北省的澳門居民進行檢疫工作
5. 檢疫後，在湖北省的澳門居民辦理登機手續
6. 在湖北省的澳門居民登機前穿上保護衣
7. 由澳門航空執飛的航班NX9607於16:51在武漢天河國際機場起飛
8. 消防局派6輛專車前往澳門國際機場停機坪
9. 航班NX9607於18:26抵達澳門國際機場
10. 在湖北省的澳門居民和隨隊人員乘坐專車前往高頂公共衛生臨床中心
11. 在湖北省的澳門居民前往高頂公共衛生臨床中心接受隔離14日，有病徵者直接由救護車送往仁伯爵綜合醫院；機組人員和旅遊局人員前往該地點清洗，後前往皇庭海景酒店接受隔離14日；隨隊醫護人員前往該地點清洗，後自行健康監察14日，有需要者可前往衛生局應急人員宿舍留宿。

##### 後續情況
衛生局於3月19日記者會上公佈，從湖北接回57名澳門居民返回澳門，57人的3次核酸檢測均呈陰性，他們均沒有出現病徵或發病，14天潛伏期於3月20日屆滿，回家進行14日的家居隔離。
澳門航空決定承擔接載在湖北澳門居民首班包機的所有費用，以履行社會義務。

#### 歐美疫情爆發
在三月中旬新冠肺炎在歐美地區大規模爆發，有很多澳門僑民和留學生均在美國，英國和葡萄牙等地經香港國際機場返回澳門。由於當時香港特區政府不允許非香港居民或有效勞工簽注持有人入境，以及兩大水翼船公司已經因客流量和衛生原因停運香港機場海天客運船線，所以抵達香港機場的澳門居民並沒有方法自行返回澳門。因此澳門特區政府取得香港特區政府同意後，組織專車從香港國際機場，經港珠澳大橋接回僑民。抵達澳門後入境人仕需要接受強制十四天醫學觀察，食宿費用和檢疫由澳門特區政府負責。澳門特區政府先後租用了十二間酒店作隔離使用，分別為：皇庭海景酒店、金皇冠中國大酒店、麗景灣藝術酒店、鷺環海天度假酒店、京都酒店、金寶來酒店、新東方商務賓館南座、金麗華酒店、港灣大酒店、御龍酒店、回力酒店及「喜來登大酒店特設隔離區域」。
因香港特區政府後來改變入境政策，使以上在香港國際機場接回措施在三月三十一日結束，此時仍有大量澳門居民和學生未能訂購機票返回澳門。因澳門國際機場航班客稀少，而且幾乎所有亞洲地區仍因肺炎原因禁止在該國機場轉機，加之因中國大陸「『五個一』政策」從歐美到中國大陸機票一票難求，在接下來的數月澳門居民並無任何方法返回澳門。
情況直至六月十日，澳門特區政府宣佈恢復在香港國際機場接送澳門居民的政策，於六月十七日至七月十六日，得香港特區政府批準每天安排兩班水翼船來往澳門氹仔客運碼頭和香港機場海天客運碼頭，乘客需提前登記和只接澳門居民登船，時隔兩個半月才重開通道讓居外澳門人返回澳門和有需要離開澳門的人仕出境。船班每天下午兩時和晚上十一時開出，票價270元澳門幣。從香港國際機場返回澳門的人仕均需與之前一樣接受十四天醫學觀察。

##### 接送服務公帤費用
特區政府兩次接回境外澳門居民及留學生的行動（1次特班車由香港機場接回、1次特班船由香港機場接回/由澳門北安碼頭送去），其目標為顧及身處外地的澳門居民的安全及返回原居地的需要。此兩次行動涉及一定公帑開支，其中的特班車約耗資400萬元，特別渡輪為450多萬元。
旅遊危機辦公室在8月17日表示，會為有特別需要的病患者協調特別車輛接載往返澳門與香港，但費用由用者自負。

### 2021年

#### 2021年1月海外回澳居民接送行動
2021年1月18日，新型冠狀病毒感染應變協調中心證實1月21日會有115名於海外的澳門居民由歐洲、美洲和中東等海外國家經日本東京成田國際機場乘坐特別航班返回澳門，當局聯同多部門進行聯合接送行動，全程進行的嚴格閉環管理，包括於機場進行快速病毒檢測和規定入住指定醫學觀察酒店鷺環海天渡假酒店等措施。
2021年1月21日，兩班澳門航空特別航班合共109名澳門居民由東京成田機場抵達澳門，其中六名乘客沒登上客機，當中一人在英國檢測後證實確診未能登機；乘客抵達後隨即進行病毒快速和核酸檢測，其中一人快速檢測結果陽性為澳門第47例確診個案。 隨後1名葡籍澳門居民於隔離第14天即2021年2月3日經血清抗體測試結果IgG抗體陽性，IgM抗體陰性，此前14天內三次核酸檢測均陰性，患者無臨床症狀，2月4日轉到山頂醫院隔離病房觀察，胸部影像學未見肺炎徵象，2月5日鼻咽拭子檢測弱陽性，證實確診並列為澳門第48例確診個案。 列為無症狀感染者。 目前2名患者已出院以及已完成康復期隔離治療。

### 2022年

#### 滯滬澳生及澳人專機接送行動
2022年3月中旬，上海市爆發大規模疫情，其後整個上海市實施全面封控和管控措施，澳門往返上海的例行航班取消，大批在滬澳人包括在當地就讀大專院校的學生和居民被迫在當地滯留。2022年5月27日，教育及青年發展局學生廳廳長陳旭偉於應變協調中心記者會宣佈，100多名在上海的澳門學生將於6月1日乘坐非包機形式的特別航班回澳，抵澳后会将有关航班的乘客直接由机场停机坪接载至北安临时检疫站，不会进入澳门国际机场候机室；抵澳人士在抵达北安临时检疫站后，会进行一次核酸检测，并会根据其核检结果作安排，若阳性将送往路環高頂公共衛生臨床中心；阴性则会送往医观酒店作医学观察。
2022年6月1日，上海直航澳門特特別航班抵達澳門，教青局公佈合共有115人報名乘坐特別航班回澳，最後共有96人登機，當中88人為學生。該批人士在北安臨時檢疫站通過核酸檢測確認陰性後將安排入住澳門喜來登大酒店作14天醫學觀察。

## 社區治療中心及社區門診專線
2022年12月11日，新型冠狀病毒感染應變協調中心為方便感染者前往位於澳門蛋的社區治療中心就診，於12月12日及13日安排8個接載點的巴士專線，乘坐對象為對核酸單管檢測陽性或自測抗原陽性人士，且未具條件自行前往社區治療中心（澳門蛋）。其後將於12月14日增設更多接載點接送感染者到社區門診就診。

## 學校停課及考試安排

### 2020年

#### 學校停課安排 (2020年)

##### 非高等教育學校復課安排 (2020年)
關於澳門各大專院校、中學、小學、幼稚園、幼兒園和特殊學校上課安排，以下是已經公佈的消息︰
- 1月24日早上，政府宣佈，非高等教育學校延期上課，復課日期為2月10日。[26]

- 1月30日下午，政府宣佈，各高等院校、中、小、幼學校的開課日，以及私立補充教學輔助中心、持續教育機構開始運作的日期，將再向後延遲。正式的復課安排，將於復課前一週作出公佈。[27]

- 2月25日下午，教育暨青年局表示未有各高等院校、中、小、幼學校的復課時間表。正式的復課安排，將於復課前兩週作出公佈。[28]

- 2月27日下午，教育暨青年局宣佈在滿足「澳門及廣東省均沒有新增確診個案連續14天」以及「澳門學校復課日不早於珠海市和中山市的復課日」這兩個條件下，將會宣佈非高等教育學校復課[29]。

- 3月11日，教育暨青年局宣佈，取消之前兩項復課條件中的「廣東省均沒有新增確診個案連續14天」以及「澳門學校復課日不早於珠海市和中山市的復課日」。現決定：不遲於4月20日復課；研究分階段復課；制定開學後各項工作的指制；規定學生返校要求：回校日前14日沒有離澳，或過去14日只在澳門、珠海或中山逗留。[30]

- 3月13日，教育暨青年局公佈分階段復課預案，時間表如下：3月30日起高中畢業班回校溫習（非正式復課，自願回校升大輔導溫習）；4月13日起高中教育階段復課；4月20日起初中教育階段復課；4月27日起小學四至六年級復課；5月4日起幼兒教育階段、小學一至三年級、特殊教育全面復課。[31]

- 3月19日，教育暨青年局宣佈取消原訂3月30日高三學生回校，以及4月13日的分階段復課安排[32]。

- 4月10日，教育暨青年局擬訂復課的評核及升留級預案：若本學年復課後有較充裕時間，評核可結合形成性評核和總結性評核彈性處理，建議宜鬆不宜緊。若未能復課或復課時間太短，不適宜進行總結性評核，建議可不留級。[33]

- 4月19日，教育暨青年局公佈分階段復課預案，時間表如下：5月4日高中教育階段復課； 5月11日初中教育階段復課；小學、幼兒及特殊教育則視乎疫情另行公布。[34]另外，在珠海居住的跨境學生憑居住證，並經核酸檢測等，可豁免 14天的隔離措施，往返珠海澳門兩地，檢測費用由特區政府支援。

- 5月4日，高中教育階段正式復課。[35]

- 5月11日，初中教育階段正式復課[36]。教育暨青年局公佈小學教育復課預案，時間表如下：5月25日小學教育階段四至六年級復課； 6月1日小學教育階段一至三年級復課[37]。

- 5月25日，小學教育階段四至六年級復課。[38]

- 6月1日，小學教育階段一至三年級復課。[39]
- 8月27日，教育暨青年局表示，新學年滿3周歲幼兒方可回校上課。大部分學校在9月1日至16日開學，現有1,000名學童於開學時未滿 3周歲，局方以小朋友的出生年月日計算，每月約有500名學生（年滿3周歲）可上學，校方將陸續安排滿 3歲的學童上課，且幼稚園沒有留級制度，故學童不會因為最長遲 3個月上學而影響學習進度。[40]
- 9月7日，教育暨青年局表示，可於9月21日或28日讓學生回校上課，家長亦可選擇待幼兒滿三周歲後才回校上課。但提出五項措施：一是保持適當距離；二是在課室裝設間板；三是調整教學活動及課程安排，減少互動接觸；四是做到不跨班；五是加強家庭教育，則三周歲以下幼兒可以返學。[41]

##### 高等教育學校復課安排 (2020年)
- 1月24日中午，高等教育局經與澳門大學、澳門理工學院、澳門旅遊學院、澳門保安部隊高等學校、澳門科技大學、澳門城市大學、聖若瑟大學、澳門鏡湖護理學院、澳門管理學院、中西創新學院共十所高等院校磋商後，獲高校一致同意把開學日期延後至2月11日[42]
- 3月14日，高等教育局公佈，部份符合條件的課程可於4月1日復課：1)應届畢業課程；2)以本地生爲主的課程；3)必須是面授的科目、評核、實驗室、實習、報告引介及論文答辯。[43]
- 3月17日，高等教育局公佈，澳門理工學院、澳門旅遊學院、澳門保安部隊高等學校、 聖若瑟大學、澳門鏡湖護理學院、澳門管理學院計劃於4月1日起陸續復課。首批復課共涉及22個課程、684名學生，佔所有課程 7.3%及全體學生的1.9%。[44]
- 3月20日，澳門理工學院宣布所有大一至大三年級課程的學習及考核均以線上代替，但部分必需要面授的學科會在下學年初補課及考核。而大四部分學科如藥劑、檢驗等的本地學生則需要於4月7日起復課及回校考核，非本地學生則毋須回澳，繼續網上授課及考核。是澳門首間公佈在疫情期間教學安排的高校。在成績計算方面，學生可在4月7日前選擇以原制度GPA、或合格(P)／不合格(F)形式作成績表上全部學科顯示的評分。校方強調GPA是獎學金、校外對學生評價的依據。所有學科會在5月25日公佈成績，比原定的公佈時間只延遲兩天，而畢業證書則會在7月1日起發放。
- 3月28日，澳門大學宣布，學士學位課程應屆畢業生於4月20日復課，非應屆畢業生則維持遙距學習直至學期結束。未經許可的學生於復課前不可回校。[45]
- 4月16日，旅遊學院表示，學校分階段復課，首階段由4月至5月底，安排300多名大一及大四學生回校錯峰上課，第二階段計劃8月底前安排未能於首階段返校復課的學生回校補課，復課的學科包括對外實習及實操性課程，涉及廚藝管理和旅遊會展管理等。學校延用網上教學模式至今個學期末，由於實踐課與理論課分開進行，認為對學生成績評核影響不大，本學年將如常完結。學生網課成績作評核具可行性，之後不排除作網上考試。[46]
- 4月20日，澳門大學開始有限度復課，讓應屆本科畢業生回校上課，研究生則於5月4日起恢復論文答辯，其他學生維持遙距學習直至學期結束。考試延至5月20日至6月1日舉行。同時加快處理考試結束後期工作，約於6月中旬後，依時公佈學生考試成績及未來學業安排。強調學生的學習時間不單沒有因疫情影響縮短，學期更因此延長了兩周，讓師生追回進度。為配合復課，澳大根據政府指引進一步加強防疫措施，除加強校園各處的清潔和增加消毒設備外，課堂安排以小組形式進行，人數不多於10人，坐位之間按當局的指引保持最少1米距離，學生進入課室前必須測量體溫、戴口罩、消毒雙手和出示健康申報，課後徹底消毒課室和有關設備。[47]

#### 2020年四校聯考安排
按照2020年度計劃安排，四校聯考於4月16至19日期間舉行，其中在周六、日舉行的中文、英文及數學科的各科考試約4,000名考生，會分散於四校不同考場舉行。
4月14日15:30，四校聯考工作小組發言人公佈考試詳情︰
- 四校只限考生及考務人員進入，並須進行測溫及進行健康申報。
- 考試當日考場會設有醫療站及發熱處理區，並加派醫護及保安人員駐場。
- 考生可於考試前1小時進入考室。
- 若額溫高於37.5℃，會先被安排到發熱處理區休息，如連續3次耳溫高於38℃，將由消防接走就診。
- 四校聯考不設補考，考生若當時體溫過高無法參加考試，可向報讀的院校申報，由各高校自主評估處理。
- 考生及考務人員須全程佩戴口罩，場內將提供酒精搓洗手液，在各科考試前後將加強考室位及其他設施的清潔消毒；考室將開啟窗戶，保持良好通風，考生座位會至少1米或以上的間距。屆時每間考室可容納28至54名考生不等，考場會採取適當措施避免考生聚集，並分批進場或離場，提示考生保持適當的人際距離。
- 設於離島區的考場將開放餐廳，場內亦會做好分隔安排及清潔消毒。
- 考慮到考生前往各考場的需要，四校協調交通事務局加密考場周邊的巴士班次，方便考生往返，疏導人流。

#### 2020 / 2021 學年中小幼入學報讀安排

##### 幼兒首次入學中央登記措施
- 4月15日，教青局公布最新的2020/2021學年各校招生資訊和“幼兒首次入學中央登記措施”。  首次入學幼兒面談將由5月2日至6月7日期間舉行，學校將於4月24日至27日公布首次入學幼兒的面談日期及時間，教青局網頁和學校於6月15日公布正取生名單；家長可於6月15日至6月17日在教青局網頁查詢正取生錄取名單及確認入讀一所學校；6月18日至6月20日正取生家長到學校辦理註冊手續；6月22日至7月4日為學校公布候補生錄取名單及候補生家長到學校辦理註冊或轉校手續。  另外，將於6月15日至7月4日期間，在教青局、成人教育中心及氹仔教育活動中心設立專櫃協助錯過中央登記或入讀特殊教育學校的家長。
- 4月20日，教青局推出“中央登記幼兒口罩計劃”，將向已中央登記約 6,400名幼兒，各派發 6個兒童口罩。  教青局表示，家長可於4月21日早上10時至4月22日，登入教青局網頁輸入幼兒身份證號碼及中央登記驗證碼，選擇領取口罩的時間及地點，確認及提交後，已登記的手機號碼將於 24小時內收到短訊。[50]

##### 中小學及非首次幼兒報讀安排
2020/2021學年報讀中學教育、小學教育及非首次入讀幼兒教育階段的學生家長，可於5月2日開始向擬報讀學校報名，各教育階段新生留位費的繳交日期為不早於6月18日。

#### 學校友善措施 (2020年)
- 5月9日政府表示，將於5月11日起推出學校友善措施，幼兒及小學一至三年級學生家長可向學校申請代為照顧幼兒及特教生。教青局教育廳廳長黃嘉祺表示，至今共有60間學校參與友善措施，共有2,800個名額，已涵蓋大部分學校。[52]
- 受政府資助托兒所根據4種情況評估幼兒是否需要友善措施，包括：1、單親家庭；2、雙職家庭；3、照顧者同時需要照顧多於一名幼兒或者要照顧有病人士；4、經托兒所評估而需要支援的情況。[53]

#### 非高等教育網上學習平台 (2020年)
受疫情影響，本澳非高等教育停課至今，大部分學校均以網上學習平台維持教學安排，4月19日，教育暨青年局表示，經初步統計，本澳學校選用如“Zoom”、“eClass”、“Power Lesson”等網上學習平台。
有意見關注網上學習平台“Zoom”引發的私隱問題。教青局局長老柏生表示，局方有給予個資辦指引予各校，希望校方注意使用網上學習平台的風險，但強調沒要求校方停用“Zoom”。截止4月19日，有14間學校選用“Zoom”作為網上平台學習，教青局未接收到學校投訴或意見。
就有關問題及利用網上平台學習或成常態，教青局正架設 1個較統一、安全且具多元化功能的網上學習平台，爭取在新學年使用。

### 2021年

#### 學校停課安排 (2021年)
關於澳門各大專院校、中學、小學、幼稚園、幼兒園和特殊學校上課安排，教育及青年發展局已經公佈的訊息如下︰
- 2021年9月25日早上，教育及青年發展局宣佈由即日起必須取消所有學校內進行的活動和課程，以及取消或延期外出參觀等，並暫停校園開放，直至另行通知。[55]

- 2021年10月1日，教育及青年發展局宣佈10月4日非高等教育學校全面復課，所有體育及課餘活動暫停直至另行通知。高等教育方面，自10月4日起，按高校情況容許陸續開始恢復面授。[56]

- 2021年10月4日上午約7時30分，因應變恊調中心公佈一宗疑似陽性個案及後證實確診個案 (第72例確診個案)，教育及青年發展局宣佈暫停原定於當天的復課安排，直至另行通知。[57] 高等教育方面，教青局宣佈暫停所有面授課程，恢復網上授課形式。同日下午，因開展第三輪全民核酸檢測計劃，各高等教育階段各自於2021年10月4日至10月8日停課。

- 2021年10月7日，教育及青年發展局宣佈非高特教育於2021年10月11日起實施學生在家學習方案，學校應採取適應學習為主、鞏固基礎為首的原則，同時特別考慮學生在家學習任務應以學生個人自主完成為主，且視學習環境和工具作為適切的考慮安排。至於復課安排預案將作動態研判停課期間各項措施，如有最新消息會適時向公眾公布。[58]

#### 學校復課安排 (2021年)
2021年10月21日，教育及青年發展局宣佈非高等教育階段於10月25日起全面復課，高等院校亦自同日起可恢復面授教學安排。同日起，所有高等院校及非高等教育學校所有教職員、高等院校學生等進入校園，均須出示已接種至少一劑疫苗的證明，或出示新冠病毒核酸檢測7天內結果為陰性的證明。而私立持續教育機構及私立補充教學輔助中心亦應於同日執行上述指引，並恢復持續進修發展計劃各項課程。

### 2022年

#### 學校停課安排 (2022年)
關於澳門各大專院校、中學、小學、幼稚園、幼兒園和特殊學校上課安排，教育及青年發展局已經公佈的訊息如下︰
- 2022年6月19日早上，教育及青年發展局宣佈高等院校及非高等教育學校由即日起，必須暫停所有教育活動，直至另行通知[60]。

- 2022年6月19日下午，教青局局長龔志明表示，停課時間要視乎疫情發展和全民核檢結果。他指出，全民核檢需使用不少學校場地，以及教職員提供協助，為配合核檢工作，最少未來 3至 4天繼續停課，或很大機會延續至1週，並強調復課需以安全為最大考慮[61]。

對於學校停課影響學生期未考試，6月21日，教青局非高等教育廳廳長張子軒於防疫記者會回應記者時表示，對未能恢復回校面授，將視乎需要和具體情況作研判，他強調會以學生安全為考慮，若未有足夠時間開展餘下課程，將考慮按照學生日常表現，作為學生的成績依據，讓學生有整體分數，教青局會同學校進一步溝通有關安排。
- 2022年6月22日，教青局局長龔志明在防疫記者會上宣佈即日起提早結束2021/2022學年。在非高等教育方面，鑒於學校普遍已實施多元方式評核，故現階段提前結束學年對形成學生的學年成績影響不大。建議學校遵從公平原則、不因疫情影響成績，並按照學生已有的學習表現和形成性評核情況，作為匯總學年成績的評核依據，宜鬆不宜緊。本局已同步致函各學校提供相關操作指引，以讓學校根據校本的情況作出相關安排。在高等教育方面，2021/2022學年大部分高等教育課程的教學活動已完結，而對於目前面授教學尚未結束的課程，高等院校可因應實際情況改以線上方式進行，請學生留意所屬院校之公佈及通知[63]。

- 2022年12月12日，共有17間非高等教育學校共25名學生及3名教師出現陽性個案，其中僅13個班級受影響暫停面授課堂[64]。

- 2022年12月22日，教育及青年發展局宣佈非高等教育學校由即日延長假期後復課日至2023年1月9日，而高等院校將按原計劃進行授課，並可按線上線下方式進行教學活動，有關安排如下[65]：
  - 非高等教育方面：
    - 在2023年1月3日至1月6日期間，學校應為特殊教育、幼兒教育、小三及以下年級和特殊教育有照顧需要的學生提供友善措施，有需要的家長可向校方申請，獲校方批准的學生可於上述期間回校。倘學生為紅碼、發燒或出現呼吸道症狀不回校，黃碼學生亦應盡量留家照顧；
    - 高二、高三年級倘因必要的考試任務（尤其公開考試），有關師生可於2023年1月3日起回校進行考試及相關的教學活動，但須暫停不能全程佩戴口罩的活動，校內考試應盡量延期舉行。倘學生為紅碼或黃碼，學校應以分時、分室等方式為學生創設應考條件；
    - 自2023年1月3日起回校的學生及教職員，每天上學或上班出門前完成快速抗原檢測並在“澳門健康碼”申報，學校可提醒家長協助和檢查學生進行檢測情況，新一批快速抗原測試套件將透過學校在假期後向學生及教職員派發。

  - 高等教育方面：
    - 在2023年1月至新春假期後一至兩周以線上線下同步方式進行教學，具體安排以各高等院校通知為準；
    - 自2022年12月28日起，高等院校師生須於返校參與面授課堂或考試當日，於出門前進行快速抗原自我檢測並在“澳門健康碼”申報，高等院校師生可透過“快速抗原自我檢測試劑供應澳門居民計劃”自備抗原測試套件。